# منشورات الربيع
منشورات الربيع هي دار نشر عربية مصرية أسسها المحرر الأدبي أحمد سعيد عبد المنعم. نهاية عام 2011. تميزت بانتقائها للأعمال المختلفة والمتمردة والمناصرة للحريات والقضايا التنويرية. 
في عام 2014 أسست منشورات الربيع موجة مغايرة تماما من أغلفة الكتب المعتمدة على مدارس فنية عالمية مثل السريالية والمزج بين الإلستريتور والكولاج وحتى قدمت رؤية خاصة جدا لفن art deco للمرة الأولى في عالم الأغلفة العربية. نفذ هذه التصميمات عدد من الفنانين المشهورين في مجال تصميم الأغلفة مثل عبد الرحمن الصواف والسيناريست والكاتب أحمد مراد والفنان التشكيلي إبراهيم إمام. كما قدمت معرضًا فنيًّا كاملا على أغلفة الكتب للفنان التشكيلي والأكاديمي المصري د. أحمد صابر 
وحين استقرت الأمور السياسية العربية نسبيًّا، تحركت منشورات الربيع عربيًّا، فشاركت في أغلب معارض الكتاب العربية منذ 2015 في الشارقة وأبو ظبي والدار البيضاء وجدّة وبغداد والخرطوم والجزائر ومسقط ، وغيرهم، كما تعدد وكلاؤها وموزعو إصداراتها في الوطن العربي وأوروبا وأمريكا. فُعرفَت بإصداراتها التي يحمل كل إصدار فيها قضية فكرية ما، خاصة الشباب المبدعين الذين قدمتهم للقراء العرب وإعادتها لبعض أهم ما صدر للمبدعين الكبار والراحلين، كما عُرفَت بترجماتها المتميزة عن الأدب الإيراني خاصة واللاتيني وغيرهم.
- منشورات الربيع هي عضو باتحاد الناشرين العرب واتحاد الناشرين المصريين.[4]

## روابط خارجية
منشورات الربيع